# The Island (1980)
The Island é um filme estadunidense de 1980, dirigido por Michael Ritchie, baseado em livro de Peter Benchley, que também foi o autor do roteiro.

## Elenco
- Michael Caine
- David Warner
- Angela Punch McGregor